# Rattenbissfieber
Das Rattenbissfieber (Synonyme: japanisch Sodoku; Spirillen-Rattenbisskrankheit, kurz Rattenbisskrankheit) ist eine weltweit eher selten vorkommende, in Japan aber besonders häufig auftretende akute Infektionskrankheit des Menschen. Übertragen werden die früher als Spirillum (morsus) muris bezeichneten Erreger (Spirillum minus und Streptobacillus moniliformis) durch Bisse von Ratten, Mäusen, Eichhörnchen und nagetierfressenden Haustieren. Es handelt sich somit um eine Zoonose. Nach einer Inkubationszeit von einem bis 22 Tagen, gelegentlich auch erst nach zwei Monaten, entsteht meist ein tief dunkelrotes Exanthem an der Wunde. Fieberschübe von 4 bis 5 Tagen wechseln mit fieberfreien Intervallen (Man spricht von einem rekurrenten Fieber). Lymphangitis und Schwellungen von Lymphknoten, Leber und Milz können Begleiterscheinungen sein. Das Rattenbissfieber heilt meist nach einigen Wochen bis Monaten von selbst ab, führt aber nach Ansicht mancher Autoren unbehandelt in 5–10 % der Fälle zum Tod.
Als zunächst intravenöse und nach Besserung orale antimikrobielle Therapie wurde 2005 eine Kombination der Antibiotika Penicillin G mit einem Aminoglykosid empfohlen. Auch Doxycyclin, Amoxicillin und (das auch – neben einer Tetanusprophylaxe – prophylaktisch nach Biss empfohlene) Penicillin V kommen gemäß Abele-Horn in Betracht.